# Zé Turbo
Júnior José Correia, znany jako Zé Turbo (ur. 22 października 1996 w Bissau) – piłkarz z Gwinei Bissau grający na pozycji napastnika w klubie FK Niżny Nowogród oraz reprezentacji Gwinei Bissau.

## Kariera
Zé Turbo grał w młodzieżowych drużynach Sportingu i Interu Mediolan. Z włoskiego klubu był wielokrotnie wypożyczany. Potem wyjechał do Ameryki Południowej. Od 2019 występował w szwajcarskich klubach: FC Schaffhausen i Grasshopper Club Zürich. W 2021 został piłkarzem Nantong Zhiyun, gdzie zdobył ponad 30 bramek. Od 2023 jest zawodnikiem FK Niżnego Nowogrodu.
W reprezentacji Gwinei Bissau zadebiutował 14 czerwca 2023 w starciu z Wyspami Świętego Tomasza i Książęcą. Został powołany na Puchar Narodów Afryki 2023, gdzie w meczu z Gwineą Równikową zdobył bramkę.